# Zbrodnie w Peresołowicach
Zbrodnie w Peresołowicach – mordy w Peresołowicach dokonane przez Ukraińską Powstańczą Armię na Polakach i zbrodnia dokonana 27 października 1944 roku przez funkcjonariuszy Milicji Obywatelskiej na ukraińskich mieszkańcach wsi.

## Przebieg wydarzeń
Pierwszego mordu we wsi dokonali banderowcy na wiosnę 1944 r., mordując małżeństwo Wronów. Kolejny napad na wieś miał miejsce 25 października 1944 roku. Podczas nocnego ataku upowcy zabili 8 Polaków w tym jednoroczne dziecko i zranili dwójkę dzieci (2 i 6-letnie). W sumie w latach 1943–1944 z rąk UPA zginęło 14 Polaków. 
26 października 1944 roku do wsi przybyli funkcjonariusze MO w celu aresztowania Ukraińca – Antoniego Makowskiego. Podczas próby aresztowania z jego obejścia wybiegło dwóch uzbrojonych ludzi, którzy otworzyli ogień do milicjantów, zabijając dwóch i raniąc jednego z nich. Antoniemu Makowskiemu wraz z tymi dwoma osobami udało się uciec. 
Po południu (około godziny 17:00) do wsi przybyła grupa funkcjonariuszy Milicji Obywatelskiej z posterunku w Trzeszczanach. Aresztowano 13 osób i spalono 9 gospodarstw, zabijając przy tym jedną staruszkę. Zatrzymanych 13 osób odstawiono do aresztu w Hrubieszowie (wcześniej przypuszczalnie przetrzymywano ich i bito na posterunku w Trzeszczanach). Nocą z 26 na 27 października partyzanci Ukraińskiej Powstańczej Armii zamordowali we wsi dwie polskie rodziny i spalili należące do nich domy. 
Prawdopodobnie w odwecie za śmierć Polaków, 27 października do Peresołowic ponownie przybyli milicjanci, którzy zamordowali około 30 osób narodowości ukraińskiej, spalili 5 gospodarstw, a następnie wieś obrabowali.

## Literatura
- Mariusz Zajączkowski, Drogi do porozumienia między polskim i ukraińskim podziemiem niepodległościowym w latach 1945-1947, w: Od zniewolenia do wolności, A.F.Baran (red.), Warszawa - Białystok 2009.